# Cavallo (zodiaco cinese)

Cavallo

Il Cavallo ( 马 ) è uno dei dodici segni zodiacali dell'astrologia cinese.

## Attributi
Gli individui nati sotto questo segno hanno un carattere positivo e piacevole, ideativo e concreto. Da grandi riescono facilmente a raggiungere il successo, ma in compenso sono spesso un po' testardi e mancano di tatto.

## Anni e i cinque elementi
Le persone nate nel periodo compreso fra le seguenti date si dice che sono nate nell'"anno del Cavallo" (vengono indicati anche i cinque elementi) :
- 25 gennaio, 1906 - 12 febbraio, 1907: Fuoco
- 11 febbraio, 1918 - 31 gennaio, 1919: Terra
- 30 gennaio, 1930 - 16 febbraio, 1931: Metallo
- 15 febbraio, 1942 - 4 febbraio, 1943: Acqua
- 3 febbraio, 1954 - 16 febbraio, 1955: Legno
- 21 gennaio, 1966 - 8 febbraio, 1967: Fuoco
- 7 febbraio, 1978 - 27 gennaio, 1979: Terra
- 27 gennaio, 1990 - 14 febbraio, 1991: Metallo
- 12 febbraio, 2002 - 31 gennaio, 2003: Acqua
- 31 gennaio, 2014 - 18 febbraio, 2015: Legno
- 17 febbraio, 2026 - 5 febbraio, 2027: Fuoco
- 4 gennaio, 2038 - 23 gennaio, 2039: Terra
- 23 gennaio, 2050 - 10 febbraio, 2051: Metallo
- 9 febbraio, 2062 - 28 gennaio, 2063: Acqua
- 27 gennaio, 2074 - 14 febbraio, 2075: Legno
- 14 febbraio, 2086 - 2 febbraio, 2087: Fuoco
- 1º gennaio, 2098 - 20 gennaio, 2099: Terra

## Attributi e associazioni tradizionali del Cavallo
| Attributo                     |                                                                    |
| ----------------------------- | ------------------------------------------------------------------ |
| Posizione nello zodiaco       | Settimo                                                            |
| Ore più adatte della giornata | 23:00 - 00:59                                                      |
| Direzione                     | Sud                                                                |
| Stagione adatta               | Estate                                                             |
| Mese lunare                   | Quinto                                                             |
| Date dei Mesi Lunari          | 6 giugno-6 luglio                                                  |
| Ramo terrestre                | Wu                                                                 |
| Pietra preziosa               | Topazio                                                            |
| Segno occidentale equivalente | Gemelli                                                            |
| Polarità                      | Yang                                                               |
| Elemento                      | Fuoco                                                              |
| Tratti positivi               | Intelligenza, vivacità, velocità                                   |
| Tratti negativi               | Parole veloci                                                      |
| Nazioni                       | Romania, Portogallo, Messico, Sudafrica, Rep. Dominicana, Pakistan |
| Numeri fortunati              | 1, 4, 5, 7, 9; evitare: 2, 3, 6                                    |
| Fiori fortunati               | girasole, gelsomino                                                |
| Colori fortunati              | oro, giallo, rosso, blu; evitare: rosa, marrone, bianco            |